# Josep Maria Terricabras i Nogueras
Josep Maria Terricabras i Nogueras   (Calella, 12 de juliol de 1946 - Begur, 16 d'abril de 2024) va ser un filòsof, docent, traductor, intel·lectual i polític català. Va ser eurodiputat del 2014 al 2019 per la coalició L'Esquerra pel Dret a Decidir, etapa en què va ser nomenat president del grup de l'Aliança Lliure Europea al Parlament Europeu.
Membre del PEN Català, va ser president del Comitè de Traducció i Drets Lingüístics del PEN Club Internacional (2008-2014), des d'on va dirigir la redacció del Manifest de Girona sobre Drets Lingüístics (2011), que va ser traduït a més de 70 idiomes.
Com a divulgador de la filosofia va participar molts anys a Catalunya Ràdio i en programes televisius, i va escriure llibres com Atreveix-te a pensar, publicat el 1998 i que va superar la desena d'edicions, els quals van servir per a introduir els estudiants preuniversitaris al pensament crític.

## Biografia
Fill d'una família de botiguers i el tercer de tres germans, Josep Maria Terricabras es va llicenciar en Filosofia i Lletres per la Universitat de Barcelona (UB), després es va doctorar en Filosofia i Ciències de l'Educació per la UB i per la Universitat de Münster, i va fer estades d'investigació a la Universitat de Münster, on va romandre sis anys, al Saint John's College de Cambridge i a la Universitat de Califòrnia a Berkeley.
El 1978 esdevingué catedràtic de filosofia a l'Institut d'Educació Secundària de Sant Feliu de Guíxols. Poc després es casà amb la professora Montserrat Martínez Targa.
El 1981 publicava la traducció del Tractatus logico-philosophicus de Ludwig Wittgenstein amb una introducció seva. El 1982 guanyà el Premi Carles Rahola amb la seva obra Assaig d'ètica que Curial publicà amb el títol d'Ètica i llibertat.
El 1987 era nomenat professor titular del Col·legi Universitari de Girona vinculat a la Universitat Autònoma de Barcelona.
El 1989 organitzà un simposi per commemorar el centenari de Wittgenstein a Girona. Fou un dels promotors de la transformació del col·legi universitari en la Universitat de Girona.
L'any 1995 va ingressar a l'Institut d'Estudis Catalans com a membre de la Secció de Filosofia i Ciències Socials.
Terricabras fou catedràtic de Filosofia a la Universitat de Girona. A més, hi va fundar la Càtedra Ferrater Mora de pensament contemporani, que va dirigir durant 25 anys fins al 2014. La seva especialitat era la filosofia contemporània i, sobretot, l'obra del filòsof Ludwig Wittgenstein (1889-1951). Fou també l'introductor als Països Catalans del projecte Filosofia 3/18 i va dirigir l'actualització del Diccionario de filosofía de Josep Ferrater Mora (1912-1991).
Fou membre de la Societat Catalana de Filosofia. La majoria de les seves publicacions són dedicades a qüestions de filosofia del llenguatge, lògica, teoria del coneixement i ètica. D'altra banda, va ser assessor de la Revista de Catalunya, president del comitè de seguiment de la Declaració Universal dels Drets Lingüístics i membre de l'Assemblea Nacional Catalana. El 2 d'octubre de 2011 va tenir un greu accident de trànsit del qual es va recuperar.
Políticament, va tancar la candidatura d'Esquerra Republicana de Catalunya (ERC) per la demarcació de Girona com a independent a les eleccions al Parlament de Catalunya de 2012. Així mateix, va ser el candidat de la llista d'ERC a les eleccions al Parlament Europeu de 2014, que va ser la més votada a Catalunya. En ser escollit eurodiputat, va deixar la direcció de la Càtedra Ferrater Mora de la Universitat de Girona.
Després de quatre anys d'haver-se retirat de la política, acceptà anar a la candidatura d'Esquerra Republicana al Senat en les eleccions de 2023, però no sortí elegit.
Estiuejava a la seva casa de Begur, on va morir el 16 d'abril de 2024. Dos mesos després, el ple de l'Ajuntament de Calella el va nomenar fill Predilecte de la ciutat a títol pòstum, amb motiu de "la seva trajectòria lligada a la divulgació del coneixement".

## Obra publicada

### Assaig
- Ètica i llibertat: un assaig, Curial, 1983. ISBN 8472562107. Premi Carles Rahola d'assaig 1982
- Fer filosofia avui, Edicions 62, 1988. ISBN 8429727698
- La comunicació: tòpics i mites de filosofia social, Proa, 1996. ISBN 848256269X
- Atreveix-te a pensar: la utilitat del pensament rigorós a la vida quotidiana, La Campana, 1998. ISBN 9788488791566
- Raons i tòpics: catalanisme i anticatalanisme, La Campana, 2001. ISBN 8495616041
- I a tu, què t'importa? Els valors, la tria personal i l'interès col·lectiu, La Campana, 2002. ISBN 9788495616173
- Pensem-hi un minut: reflexions sobre política i cultura, lúcides, iròniques, sorprenents, Pòrtic, 2004. ISBN 847306481X
- Qüestió de criteri, Mina, 2005. ISBN 8496499006
- Idees de combat: dietari inconvenient, Accent, 2007. ISBN 9788493609504
- Pensar, dialogar i fer en una Catalunya millor, 2013. ISBN 9788415224334
- Allò que som, Edicions de 1984, 2018. ISBN 9788416987252[16]
- Pensar diferent, Comanegra, 2021. ISBN 9788418857058[17]

### Traduccions
- Ludwig Wittgenstein, Tractatus logico-philosophicus, Laia, 1981. ISBN 8472225933
- Ludwig Wittgenstein, Investigacions filosòfiques, Laia, 1983. ISBN 84-7222-583-6
- Matthew Lipman, Pimi, Universitat Autònoma de Barcelona. ISBN 8474884705
- Matthew Lipman, Recerca filosòfica: manual d'instruccions per acompanyar La descoberta de l'Aristòtil Mas, Universitat Autònoma de Barcelona 1989. ISBN 8474886201
- Friedrich Nietzsche, Ecce homo, Accent, 2007. ISBN 978-8493609528[18]
- Sigmund Freud, El malestar en la civilització, Accent, 2008. ISBN 978-84-936095-8-0[19]

### Obres col·lectives
- Introducción a la lógica borrosa (amb Enric Trillas), Ariel, 1995. ISBN 8434404826
- Història del pensament filosòfic i científic, Universitat Oberta de Catalunya, 1997. ISBN 8483187280
- Teoria del coneixement, Universitat Oberta de Catalunya, 2000. ISBN 8484290050
- El pensament filosòfic i científic II: el segle XX, Pòrtic, 2001. ISBN 8473066022
- Què ens expliquen? Com interpretar la informació, Mina, 2006. ISBN 9788496499423